# Sân bay Komodo
Sân bay Komodo (tiếng Indonesia: Bandar Udara Komodo) (IATA: LBJ, ICAO: WATO), cũng gọi là Sân bay Mutiara II, là một sân bay ở Labuan Bajo trên đảo Flores (tỉnh Đông Nusa Tenggara), Indonesia. Sân bay Komodo có một đường băng dài 1393 m rải nhựa đường.

## Các hãng hàng không và các điểm đến
Hiện có các hãng hàng không sau đang hoạt động tại sân bay Komodo
- Pelita Air Service (Denpasar Bali, Maumere) [2]